# Maria Mirosława Chadaj-Zwiejska
Maria Mirosława Chadaj–Zwiejska ps. Mirka, Wędrowniczka, Słoneczna (ur. 9 czerwca 1918 w Sobieszynie, zm. 22 kwietnia 1995 w Pasłęku) – polska działaczka społeczna, w okresie okupacji przewodnicząca wojewódzkiego Ludowego Związku Kobiet w Kielcach, inż. rolnik, nauczycielka.

## Życiorys
Pochodziła z nauczycielskiej rodziny, była najstarszą córką z trojga dzieci Wiktorii z Effenbergerów i Pawła Chadaja. Przed wojną studiowała rolnictwo w Wyższej Szkole Gospodarstwa Wiejskiego w Cieszynie i należała do „Wici”. W początkach niemieckiej okupacji (wrzesień 1939 r.), po przerwanej praktyce studenckiej pod Garwolinem, opiekowała się w garwolińskim szpitalu rannymi polskimi żołnierzami do czasu powrotu personelu medycznego. W listopadzie  1939 r. przeniosła pieszo, pomimo istniejącej już granicy między Rzeszą a Generalną Gubernią, znaczną kwotę uratowanej polskiej gotówki z Oddziału ZSS „Społem” w Ciechanowie do  Warszawy i przekazała do rąk prezesa Zarządu ZSS „Społem” Mariana Rapackiego. Następnie brała udział w budowaniu działalności konspiracyjnej ruchu ludowego na terenie Lublina i Lubelszczyzny (więziona na Zamku Lubelskim wrzesień–koniec grudnia 1941 r.), później na terenie Warszawy i Kielecczyzny.
Od 1942 r. była członkinią Wojewódzkiego Kierownictwa Ludowego Związku Kobiet w Kielcach i jednocześnie łączniczką BCh. Terenem jej działalności były powiaty (wg podziału administracyjnego II Rzeczypospolitej): Końskie, Radom, Kozienice, Iłża, Opatów, Sandomierz.
Była współorganizatorką licznych kursów sanitarnych, na które w charakterze wykładowcy sprowadziła zagrożoną w Warszawie lekarkę Helenę Wolf („Doktor Ankę”). Organizowała także wiele kursów oświatowych z udziałem członkiń Centralnego Kierownictwa LZK z Warszawy.
Po wojnie, w grudniu 1946 r., przetrzymywana w Ministerstwie Bezpieczeństwa Publicznego w Ostrowcu Świętokrzyskim po próbie złożenia razem z dwoma mężami zaufania listy wyborczej PSL w okręgu nr 13 wyborów do sejmu 19 stycznia 1947 r.
Nękani wraz z mężem Władysławem Zwiejskim przez UB, opuścili Świętokrzyskie i zamieszkali na tzw. Ziemiach Zachodnich, w Pasłęku. W powojennych latach dokończyła studia, uzyskała uprawnienia pedagogiczne. Pracowała jako nauczycielka w szkole rolniczej, później liceum ogólnokształcącym. Poza pracą zawodową poświęcała się problemom młodzieży wiejskiej. Zmarła nagle. Pochowana w Pasłęku.

## Odznaczenia
- Krzyż Walecznych
- Złoty Krzyż Zasługi
- Krzyż Kawalerski Orderu Odrodzenia Polski